# Living Lab Raversijde

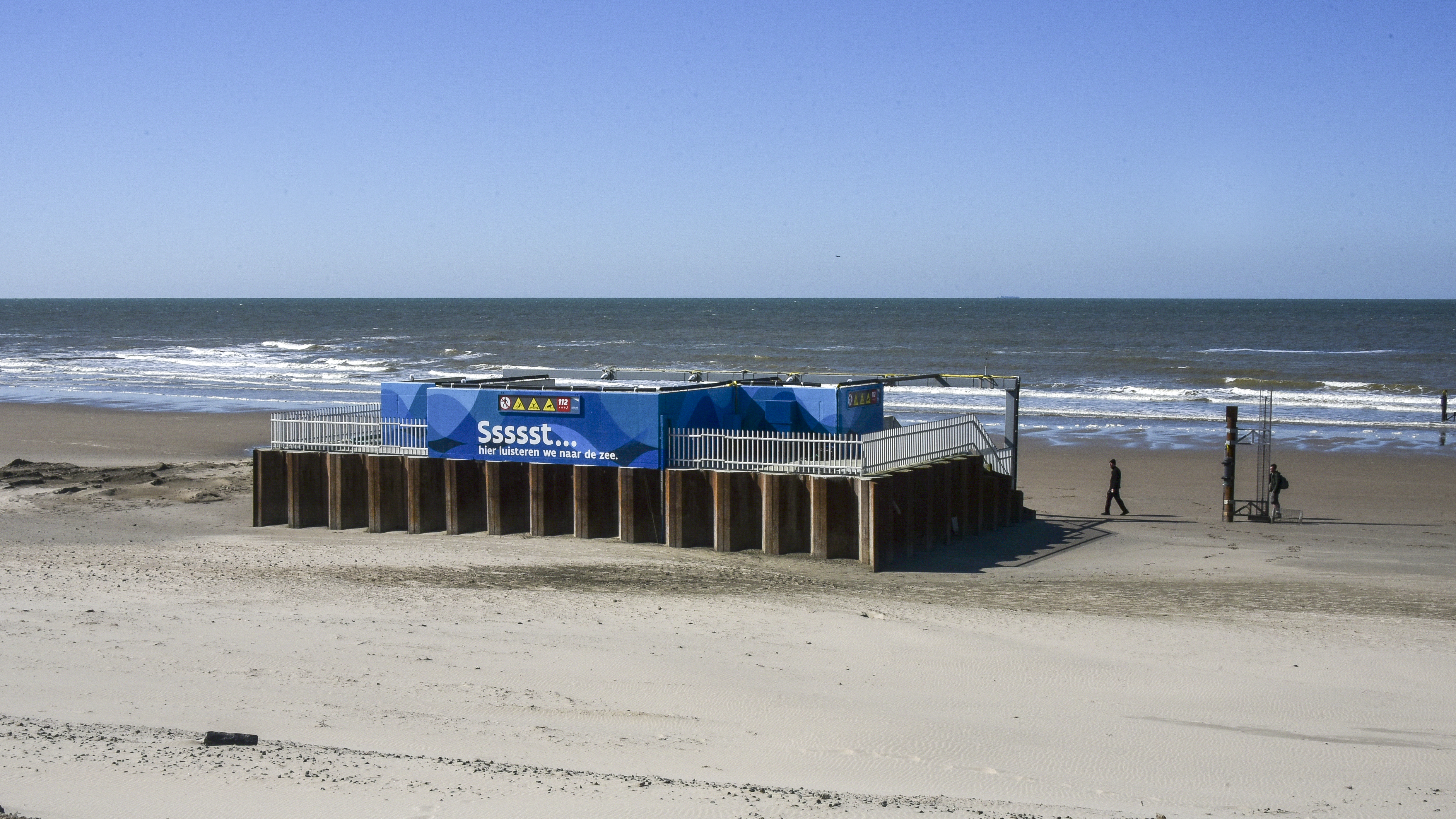
Living Lab Raversijde

Living Lab Raversijde is een 750 m lange proefopstelling met duinen op het strand van Raversijde in de Belgische provincie West-Vlaanderen. Achter dit aangeplante duin voor de dijk staat een onderzoeksdijk, een betonnen constructie, die de kracht en de impact van golven op een zeedijk meet.
Living Lab Raversijde is een levend onderzoeksproject waar men onderzoekt hoe de kust beter kan worden beschermd. Ook de invloed van de wind en de impact op de duinen wordt nader bekeken. Het is het resultaat van de samenwerking tussen het agentschap Maritieme Dienstverlening en Kust (MDK), het Vlaams Instituut voor de Zee (VLIZ) en het Waterbouwkundig Laboratorium van het Departement Mobiliteit en Openbare Werken.

## Duin
Het MDK en de stad Oostende startte in 2021 met de aanleg van het duin. Men plantte verschillende zones met rijshouthagen en helmgras aan, met telkens een andere opstelling. Meetapparatuur kijkt na hoe een duinenstrook zand kan opvangen en hoe zo een duin best kan worden aangelegd. Duinen vermijden dat zand opwaait en zo op een weg of tramsporen terecht komt.

## Onderzoeksdijk
Deze betonconstructie van twintig bij twintig meter staat op het strand tussen de laag- en hoogwaterlijn. Hier wordt zeven jaar lang onderzoek gedaan naar de kracht en de effecten van golven op de dijk.

## Galerij

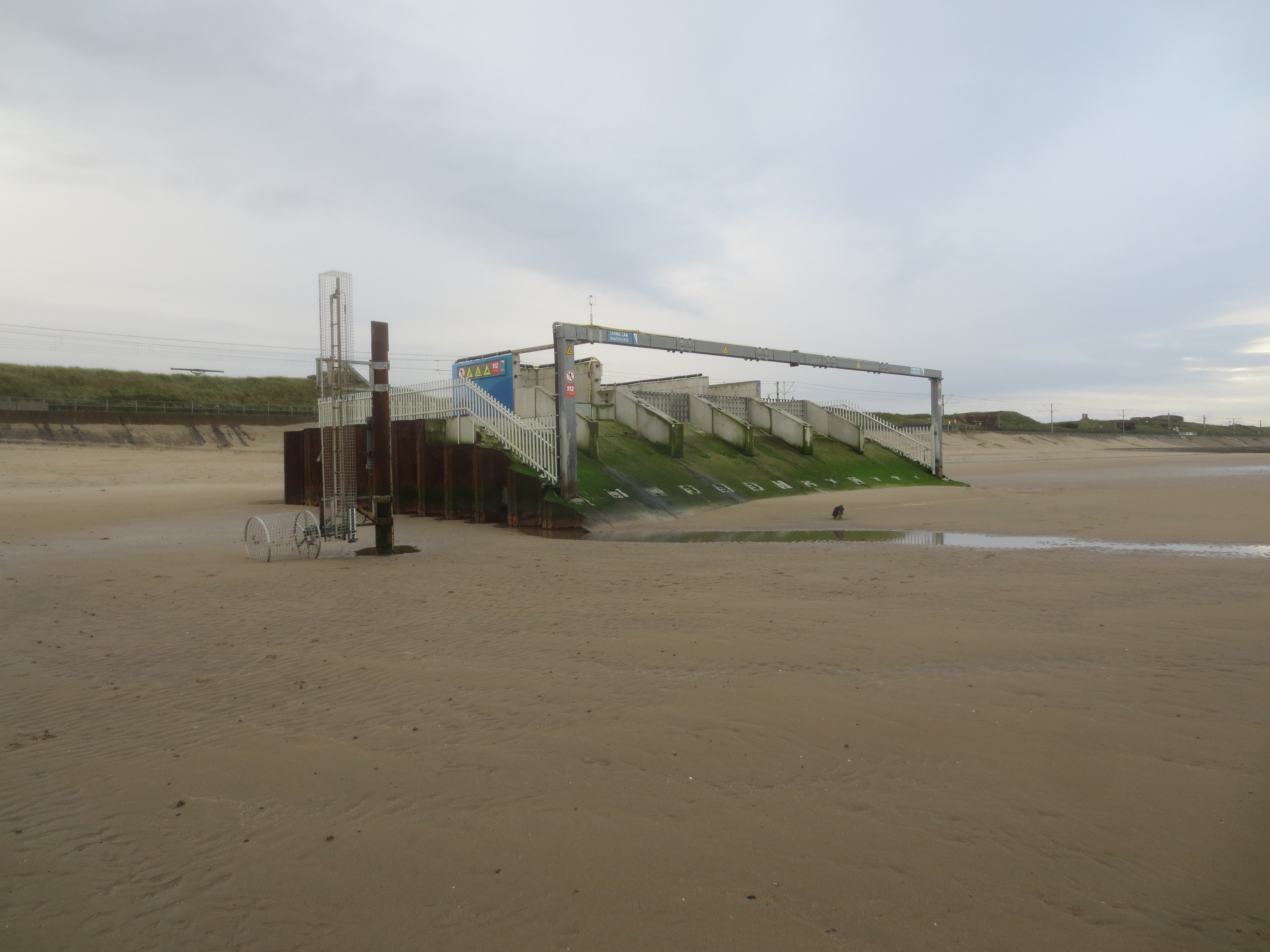
Raversijde Living Lab
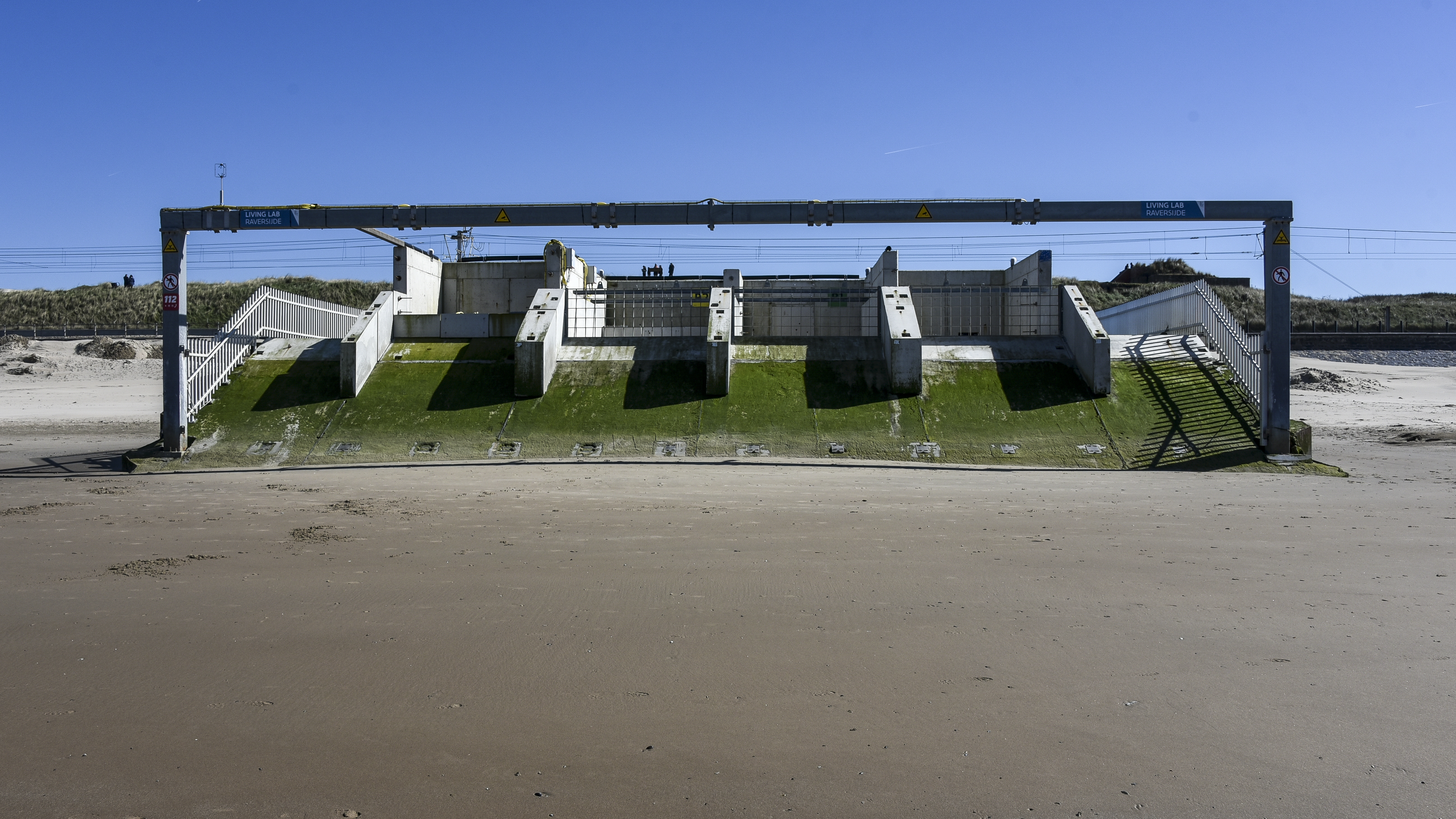
Dijkonderzoek
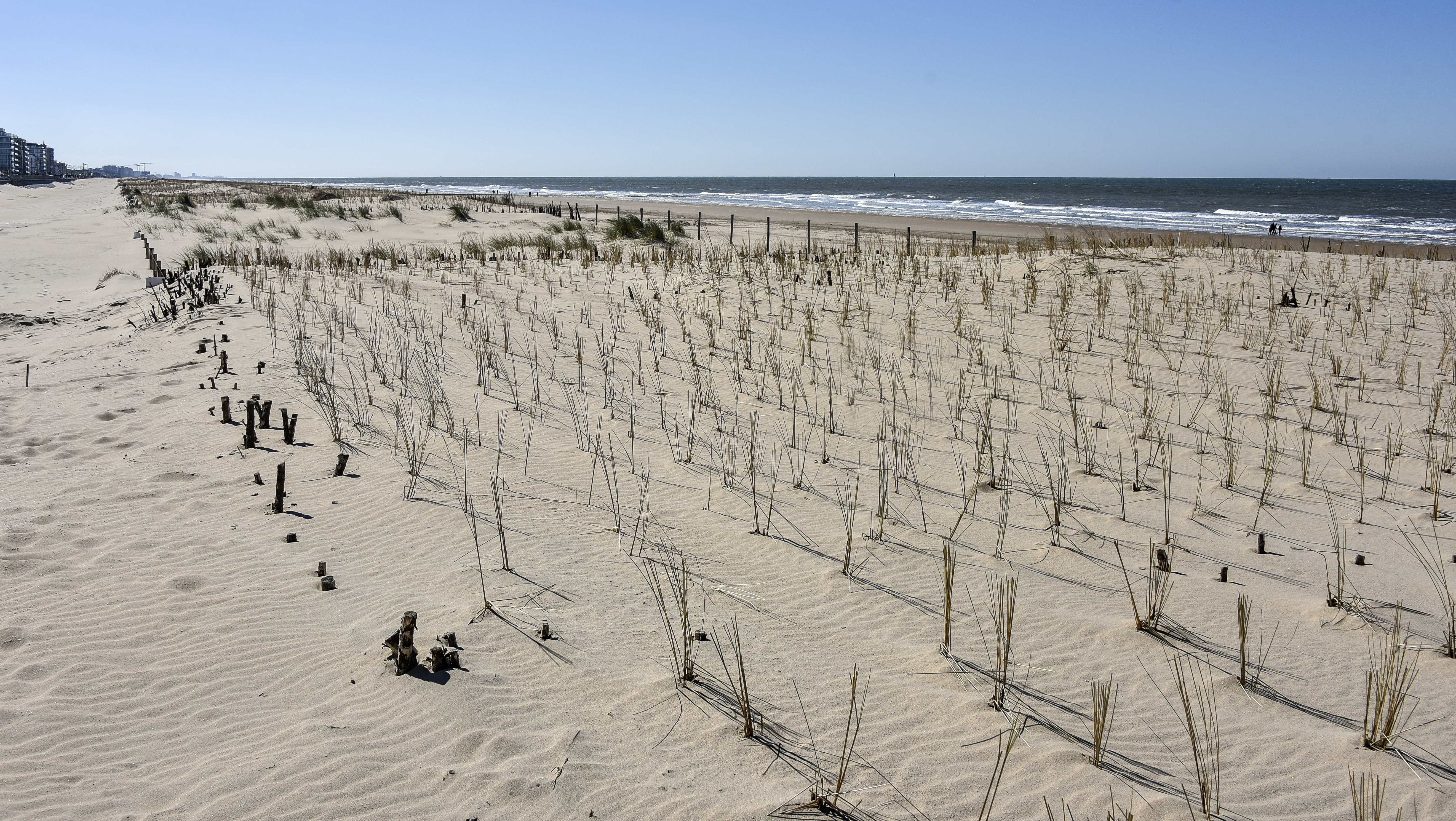
Duinonderzoek